# پیربهار ریش‌سفید
پیربهار ریش‌سفید (نام علمی: Erigeron canus) نام یک گونه از سرده پیر بهار است.